# Вербка (Тульчинський район)
Ве́рбка (колишня назва — Вербка-Волоська) — село в Україні, у Городківській сільській громаді Тульчинського району Вінницької області. Населення становить 1148 осіб. До 2020 року орган місцевого самоврядування — Вербська сільська рада.

## Географія
Село Вербка розташоване на берегах річці Марківки, за 31 км від міста Крижопіль та залізничної станції.

## Історія
За адміністративним поділом XVI—XVIII століття перебувало у складі Брацлавського воєводства. За адміністративним поділом XIX століття — в Ольгопільському повіті, у XX столітті — у Крижопільському районі.
Назва села Вербка-Волоська походить від заростей верб. У 1770 році мало назву Нова Вербка, у 1780—1800 роках — Мала Вербка. Гори довкола села мали назви Підзамча, Уманська, Котоніївська. На вершині Підзамчої гори були величезні вали і канави; там знаходили стремена, кулі на місці укріплень. Знайдено декілька братських могил, скелети лежали обличчями донизу. На Уманській горі, де проходила Косницька дорога, налічувалось три кургани. На Котоніївській горі були низькі кургани.
7 (20) листопада 1917 року, відповідно до Третього Універсалу Української Центральної Ради, увійшло до складу Української Народної Республіки.
12 червня 2020 року, відповідно до розпорядження Кабінету Міністрів України від № 707-р «Про визначення адміністративних центрів та затвердження територій територіальних громад Вінницької області», увійшло до складу Городківської сільської громади.
19 липня 2020 року, в результаті адміністративно-територіальної реформи та ліквідації Крижопільського району, село увійшло до складу новоутвореного Тульчинського району.

## Населення
Згідно з переписом УРСР 1989 року чисельність наявного населення села становила 1273 особи, з яких 528 чоловіків та 745 жінок.
За переписом населення України 2001 року в селі мешкало 1147 осіб.

### Мова
Розподіл населення за рідною мовою за даними перепису 2001 року:
| Мова       | Відсоток |
| ---------- | -------- |
| українська | 99,48 %  |
| російська  | 0,26 %   |
| молдовська | 0,17 %   |
| білоруська | 0,09 %   |

## Інфраструктура
У селі працюють середня школа, будинок культури, бібліотека, дитячий садок, пошта, крамниці.

## Пам'ятки
В селі встановлені пам'ятники односельцям, які полягли на фронтах Другої світової війни.

## Відомі особи
- Вишневський Карл Флоріанович (1805—1863) — видатний діяч ветеринарії, доктор філософії та медицини[7]
- Бучацький Ігор Васильович (нар. 03.08.1985 — пом. 27.08.2023) — житель села Вербка, військовослужбовець, водій 4-го аеромобільного відділення 1-го аеромобільного взводу 4-го аеромобільної роти аеромобільного батальйону військової частини А0284 солдат. Загинув 27.08.2023 року поблизу населеного пункту Іванівське Бахмутського району Донецької області. Похований в селі Вербка.
- Мельник Юрій Вікторович — (нар. 01.01.1972, с. Коритня, Монастирищенський район, Черкаська область — пом. 07.01.2015, м. Дебальцеве, Донецька область) — старший сержант, водій 128-ї окремої гірсько-піхотної бригади ЗСУ, учасник російсько-української війни. З 1999 року проживав селі Вербка, де і похований[8].
- Тодоров Анатолій Миколайович (нар. 14.08.1968, с. Вербка — пом. 05.12.2023, с. Новопрокопівка Запорізької області) — стрілець 2-го стрілецького відділення 1 стрілецького взводу 1-го стрілецької роти стрілецького батальйону, учасник російсько-української війни. Похований в селі Вербка.

## Пам'ятки
- Ботанічний заказник місцевого значення Шумський
- Гідрологічна пам'ятка природи місцевого значення Група джерел «Ізвір»